# Jean-Baptiste-Michel Colbert

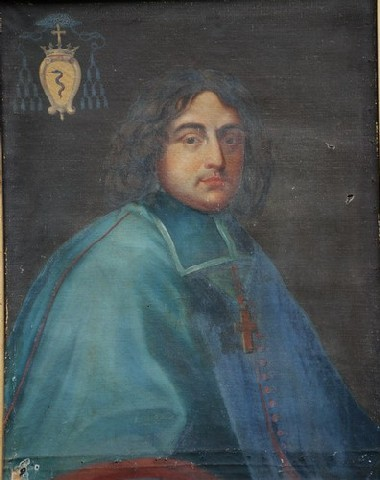
Porträt des Jean-Baptiste-Michel Colbert von einem unbekannten Künstler

Jean Baptiste Michel Colbert (* 1640 in Paris; † 11. Juli 1710 ebenda) war ein französischer Geistlicher, Bischof von Montauban und Erzbischof von Toulouse.

## Leben

### Herkunft
Jean Baptiste Michel Colbert stammte aus dem Zweig Saint-Pouange-Villacerf der bedeutenden Reimser Tuchhändlerfamilie Colbert, deren Mitglieder im 17. Jahrhundert in die höchsten Staats- und Kirchenämter Frankreichs aufstiegen. Sein Vater Jean-Baptiste Colbert (1602–1663), Herr von Saint-Pouange und Villacerf, ein Cousin des späteren Staatsministers Jean-Baptiste Colbert, war ein hoher Beamter in der französischen Staatsverwaltung (Justizintendant in Lothringen, 1642 Intendant der Finanzen), seine Mutter Claude Le Tellier (1604–1644) eine Schwester des späteren Kanzlers Michel Le Tellier. Sein älterer Bruder Michel (1629–1676) war Bischof von Mâcon.

### Werdegang
Geboren 1640 in Paris und getauft in der Pfarrei St-Gervais-St-Protais, studierte er in seiner Geburtsstadt, wo Bossuet im März 1662 sein Probeexamen (Examen tentativum) in Theologie leitete. Nachdem er 1666 sein Lizentiat erhalten hatte, wurde er nicht zum Doktor der Theologie promoviert, sondern erhielt einen juristischen Grad. Er war dann Berichterstatter über die Bittschriften (Aumônier) bei der Königin und wurde am 1. April 1667 conseiller clerc (Ratsgehilfe) am Parlement de Paris. Am 5. Oktober 1670 wurde er zum Priester geweiht, 1665 und 1670 in das französische Nationalkonzil (Assemblée du clergé) gewählt. 1673 zum Bischof von Lavaur ernannt, lehnte er ab.
Am 21. November 1674 vom König (Ludwig XIV.) als Nachfolger des verstorbenen Pierre de Bertier zum Bischof von Montauban ernannt, empfing er nach Eingang der päpstlichen Provision vom 15. Juli 1675 am 28. Oktober 1675 in der Kirche Picpus in Paris von Erzbischof Charles Maurice Le Tellier (Reims) die Bischofsweihe. Mitkonsekratoren waren sein Bruder Michel und Bischof Louis Armand de Simiane de Gordes von Langres. Am 29. November 1675 ließ er die Diözese durch einen Prokurator in Besitz nehmen.

### Bischof in Montauban
In Montauban setzte sich Colbert für den Bau eines neuen allgemeinen Krankenhauses "Hôtel-Dieu" im Norden der Stadt ein und begann mit dem Bau der neuen Kathedrale. Außerdem vollendete er den Bau eines neuen Bischofssitzes (das heutige Musée Ingres), der bis 1790 als Bischofspalast diente. Auch das Jesuitenkolleg in Montauban erhielt während seiner Amtszeit sein heutiges Aussehen.
Er trug zur Umsetzung der Maßnahmen des Intendanten Foucault bei, mit denen die Protestanten (Hugenotten) zum Katholizismus zurückgeführt werden sollten, insbesondere durch zahlreiche Missionen, die in der gesamten Diözese stattfanden. Nach Armand Jean hatte er dabei jedoch wenig Erfolg.
Er war der Hauptkonsekrator von Olivier Jégou de Kervilio, Bischof von Tréguier (1694), und Mitkonsekrator bei den Weihen von Michel Cassagnet de Tilladet zum Bischof von Mâcon (1678) und seines Verwandten André Colbert zum Bischof von Auxerre.

### Erzbischof in Toulouse
Am 15. August 1687 wurde Colbert vom König auf den Erzbischofstuhl von Toulouse versetzt. Die auffallend lange Zeit, die er auf seine päpstlichen Bullen (vom 12. Oktober 1693) warten musste, erklärt Armand Jean mit seiner Unterstützung des Gallikanismus beim französischen Nationalkonzil von 1682, das die berühmten vier antirömischen Artikel verabschiedete. Die Erzdiözese wurde während dieser Zeit von einem Kapitularvikar verwaltet. Nachdem er sie endlich in Besitz genommen hatte, gab es sofort Streitigkeiten mit dem Erzbischof von Albi, Hyacinthe Serroni, und dem Parlamentspräsidenten von Toulouse um die Präzedenz, d. h. die Protokollarische Rangordnung. Weitere Auseinandersetzungen hatte er mit dem Kapitel, dem Klerus und mehreren Religiosen, 1699 in besonders heftiger Weise mit Fénelon. Er ließ das erzbischöfliche Schloss von Balma neu aufbauen und die großzügige Bischofsresidenz (heute Präfektur). Auch die Kathedrale ließ er vollenden. Es heißt, dass bei den Bauarbeiten ein Schatz von 30.000 Goldécu gefunden wurde, den er dem König anbot. Der aber verzichtete zugunsten der Baukosten für die Kathedrale. Zu verdanken ist Colbert auch die Etablierung der Vinzentinerinnen in der Faubourg St. Étienne und das Seminar St. Lazare 1707, das er den Lazaristen übergab.
1710 begab er sich zum Nationalkonzil nach Paris und starb dort. In der Kirche der Minimiten wurde er beerdigt.